# Concanavalina A
La Concanavalina A (ConA) és una lectina (proteïna d'unió a glúcids) originalment extreta de la fava Canavalia ensiformis. És un membre de la família de les lectines dels llegums. S'uneix específicament a certes estructures que es troben en diversos glúcids, glicoproteïnes i glicolípids, principalment a grups interns i no reductors α-D-manosil i α-D-glucosil. La ConA és un mitogen (substància que estimula la mitosi) vegetal. La ConA va ser la primera lectina disponible comercialment, i és àmpliament utilitzada en biologia i bioquímica per caracteritzar glicoproteïnes i altres entitats amb cadenes glúcidiques de la superfície de diverses cèl·lules. També s'utilitza per a purificar macromolècules glucosilades en la cromatografia d'afinitat a lectines, així com per estudiar la regulació immunològica de diverses cèl·lules immunològiques.